# 中山町 (千葉県)
中山町（なかやままち）は、かつて千葉県東葛飾郡に存在した町。
おおむね現在の市川市鬼越、鬼高、北方、高石神、本北方、中山、北方町、若宮に相当する。

## 歴史
- 1889年（明治22年）4月1日 - 町村制施行により、東葛飾郡鬼越村・北方村・高石神村・中山村・若宮村の区域をもって中山村が成立。
- 1919年（大正8年） - 耕地整理により、大字鬼越・大字高石神の一部より大字鬼高を新設。
- 1924年（大正13年）8月10日 - 町制施行、中山町となる。
- 1934年（昭和9年）11月3日 - 東葛飾郡市川町・八幡町・国分村と新設合併し、市川市が発足。同日中山町廃止。

### 町名の由来
町内にある中山法華経寺の山号にちなむ。

## 交通

### 鉄道
1909年から1918年まで、東葛人車鉄道が存在した。
現在は旧町域に京成電鉄本線の鬼越駅が設置されている。下総中山駅・京成中山駅は隣接する葛飾町に存在していた。

### 道路
- 千葉街道
- 木下街道

## 名所・旧跡・観光スポット・祭事・催事
- 中山法華経寺

中山競馬場は隣接する葛飾町に存在していた。